# Негулешти (Бакау)
Негулешти (рум. Negulești) насеље је у Румунији у округу Бакау у општини Деалу Мориј. Oпштина се налази на надморској висини од 144 m.

## Становништво
Према подацима из 2002. године у насељу је живело 705 становника, од којих су сви румунске националности.